# Sorbus slovenica
Sorbus slovenica är en rosväxtart som beskrevs av Miloslav Kovanda. Sorbus slovenica ingår i släktet oxlar, och familjen rosväxter. Inga underarter finns listade i Catalogue of Life.